# Església parroquial de la Mercè (Calldetenes)
Església parroquial de la Mercè és una església amb elements barrocs i neoclàssics de Calldetenes (Osona) protegida com a Bé Cultural d'Interès Local.

## Descripció
Església d'una sola nau i absis. La façana és orientada a llevant, presenta un portal d'entrada d'arc rebaixat, al damunt hi ha una fornícula amb la imatge de la Mare de Déu de la Mercè. A la part superior del mur hi ha un òcul. La coberta és a dues vessants i és coronada per un campanar d'espadanya. A la part esquerra, adossat a l'església, hi ha un campanar vuitavat amb un rellotge a la part superior.
L'espai interior es distribueix de la següent manera: el cor, quatre capelles laterals de petites dimensions i l'absis. L'interior és decorat amb pintures d'estil barroc neoclàssic. La façana és arrebossada deixant els angles els elements de relleu en pedra vista.
La imatge del Sagrat Cor, està situada a la capella lateral dreta de l'església, damunt un altar decorat amb estuc. La imatge és de fusta. Està dempeus amb la mà dreta en actitud de beneir. En els plecs del vestit hi ha un predomini clar de la verticalitat que contribueix a donar un hieratisme a la figura, mentre que el rostre és expressiu. Els colors bàsics són el ocre i el marró.

## Història
El bisbe Hartalejo de Vic fou qui impulsà la construcció de l'església. Al 1778 l'acadèmia de belles Arts de San Fernando aprovà els plànols de la nova església. A l'interior hi ha pintures dedicades als mercedaris, congregació a la qual havia pertangut el bisbe.
Al 1855 fou reconeguda com a sufragània de Sant Julià de Vilatorta i al 1878 assolí la categoria de parròquia.
L'església fou construïda pel bisbe de Vic Hartalejo, segons els plànols per ell presentats a la Real Academia de Bellas Artes de San Fernando (1778). Un segle més tard l'església es constituí com a parroquial. La devoció del Sagrat Cor de Jesús prové d'antiga nascuda al segle xiii. Als segle xvii i XVIII es va propagar, i amb Pius IX, s'estengué per tota l'església. A la comarca d'Osona, el Dr. Torras i Bages en divulgà i impulsà la pietat a través de la publicació "Mes del Sagrat cor de Jesús". Es crearen societats religioses, cal destacar les Serves del Sagrat Cor de Jesús, fundades per Joan Collell i Cuatrecases a Vic el 1881.